# Гієна (рід)
Гієна (Hyaena) — рід ссавців родини Гієнових (Hyaenidae), що складається з двох живих видів гієни: гієни бурої та гієни смугастої. Бура гієна іноді була поміщена в окремий рід Parahyaena, але останні наукові джерела, як правило, поміщають її в Hyaena. Череп бурої гієни трохи більший ніж смугастої. Самець бурої гієни трохи більший, ніж самиця, а смугасті гієни обох статей однакового розміру. Обидва види менші, ніж плямиста гієна, але більші, ніж земляний вовк. Вони в основному падлоїди. Етимологія: дав.-гр. ὗς ‎(hûs, “свиня”) +‎ дав.-гр. -αινα ‎(-aina, “суфікс жіночого роду”).